# محمد مراد غادزييف
محمد مراد غادزييف (مواليد 15 فبراير 1988) هو لاعب مصارعة حرة روسي المولد، يمثل بولندا في المحافل الدولية. فاز بالميدالية الذهبية في وزن 70 كج في بطولة العالم 2021.

## وصلات خارجية
- محمد مراد غادزييف على موقع قاعدة بيانات المصارعة الدولية (الإنجليزية)
- محمد مراد غادزييف على موقع اللجنة الأولمبية الدولية (الإنجليزية)
- محمد مراد غادزييف على موقع أوليمبيديا (الإنجليزية)
- محمد مراد غادزييف على موقع اللجنة الأولمبية البولندية (مؤرشف) (البولندية)